# Bravogroup Holding
A Bravogroup Holding Magyarország egyik legnagyobb, 100%-ban magyar magántulajdonban lévő infokommunikációs vállalkozása.
A vállalatcsoport 650 embert foglalkoztat, az elmúlt 3 évtizedben több mint 5000 vállalati és intézményi ügyfélnek nyújtott teljeskörű irodai, mobil-, informatikai és energetikai szolgáltatásokat.

## Története
A Bravogroup „logikai” jogelődje, a Műszertechnika Kisszövetkezet 1981-ben alakult meg gmk-ként, 1985-ben kezdett el személyi számítógépek (PC-k) forgalmazásával foglalkozni, és 1992-ben jött létre a Műszertechnika csoporton belül a Műszertechnika Irodatechnika Kft, mely irodatechnikai berendezések kereskedelmével és szervizelésével foglalkozott.
A ’90-es évek közepére mind az akkora már részvénytársasággá alakult Műszertechnika Holding, mind a Műszertechnika Irodatechnika Kft. újabb és újabb üzleti területeken kezdett tevékenységbe.
2007-ben a Műszertechnika Holding infokommunikációs divíziója „management buy-out” keretében önálló entitássá vált, és 15 cég átvételével és cégcsoportba szervezésével megalakult a Bravogroup Holding. Napjainkban, a vállalatcsoport a hagyományos üzletágai mellett (informatika, irodatechnika, mobiltelefonok) már call centerekkel, okos eszközökkel, vizuáltechnikával és zöld energetikával is foglalkozik.

## Leányvállalatai
A vállalat menedzsmentje a tudatos terjeszkedés híve, ezért a profil folyamatosan bővül. Az újabb és újabb üzletágak kialakulása az alábbi cégek működésén keresztül valósul meg.

### Organikusan létrehozott leányvállalatok
- EURO ONE Zrt.
- Bravonet Kft.
- Bravogroup Rendszerház Kft.
- DocuDepo Kft.
- Bravophone Kft.
- Bravophone Adria D.O.O.
- Bravotel Üzletházak Kft.
- Procomp Telekom Kft.
- Rightlogic Kft.
- SN-CEE Bravo Kft.
- Bravosmart Kft.

### Akvizíció útján beintegrált leányvállalatok
- Bravosincord Kft.
- DOCUSCAN Kft.
- Bravolight Kft.
- PV Napenergia Kft.
- ASSONO Kft.

## A cégcsoport jelenlegi tevékenységi körei
Jelenlegi tevékenységi körök:
Irodatechnika
- Office nyomtatási környezet kialakítása
- Nyomatmenedzsment rendszerek
- Nyomdai és széles formátumú eszközök forgalmazása
- Szkennerek
- Kellékanyag értékesítés
- Országos szervizhálózat és kellékanyag ellátás
- 0-24 diszpécser szolgálat
- Vezeték nélküli vizuáltechnikai megoldások

- Tárgyaló foglaltsági rendszer
- Videokonferencia rendszer
- Digital signage
- Biometrikus eszközök, okmányolvasók
- Vezérlőtermi megoldások

- Irodabútor forgalmazás
- Egyedi bútor gyártás
- Ergonómiai tanácsadás
- Költöztetés
- Aggregátorok, szünetmentes rendszerek szállítása, telepítése
- Bérirattárolási szolgáltatás

Informatika
- Telefon alközpontok, video kommunikációs megoldások
- Call és contact centerek, ügyfélkapcsolati megoldások
- Rendszer- és üzemeltetéstámogatási szolgáltatások
- Hangrögzítés és analitikai megoldások, hangalapú technológiák
- Szoftver- és alkalmazásfejlesztés, rendszerintegráció
- Adatközpontok automatizációja
- Távfelügyeleti rendszerek
- IT architektúra tervezés
- Hálózati és kibervédelmi megoldások
- Automatizált biztonság irányítási szolgáltatás (SOAR) saját felügyeleti központból
- Dokumentum szkennelés, digitalizálás, hitelesítés
- Dokumentum keresőadat rögzítés
- Dokumentumtár kialakítása

Disztrubúció és kereskedelm
- Hálózatfüggetlen mobiltelefonok és tartozékok, tabletek, okoseszközök értékesítése, viszonteladók kiszolgálása

- Philips, DeLonghi, SharkNinja háztartási kisgépek értékesítése, viszonteladók kiszolgálása
- Samsung Exprerience Store üzletek üzemeltetése Magyarországon
- LEGO Store-ok üzemeltetése Horvátországban, Szlovéniában, Szerbiában, Bulgáriában és Magyarországon
- További kiskereskedelmi webáruházak működtetése Magyarországon, Csehországban és Szlovákiában

Energetika
- Napelemes rendszerek telepítése
- LED világítás
- Elektromos autó töltő
- Elektromos roller, bicikli tárolás és töltés